# Ошковиці
Ошковиці (пол. Oszkowice) — село в Польщі, у гміні Беляви Ловицького повіту Лодзинського воєводства.
Населення — 172 особи (2011).
У 1975-1998 роках село належало до Скерневицького воєводства.

## Демографія
Демографічна структура станом на 31 березня 2011 року:
|          | Загалом | Допрацездатний вік | Працездатний вік | Постпрацездатний вік |
| -------- | ------- | ------------------ | ---------------- | -------------------- |
| Чоловіки | 84      | 16                 | 59               | 9                    |
| Жінки    | 88      | 13                 | 51               | 24                   |
| Разом    | 172     | 29                 | 110              | 33                   |